# Dorina Vaccaroni
Dorina Vaccaroni (née le 24 septembre 1963 à Venise) est une escrimeuse italienne, spécialiste du fleuret.

## Biographie
Dorina Vaccaroni a remporté trois médailles olympiques : elle dispute ses premiers Jeux en 1980 à Moscou, alors qu'elle n'a que 16 ans et remporte la médaille d'or par équipes, à Barcelone, en 1992.